# St. Maria Frieden (Eikamp)

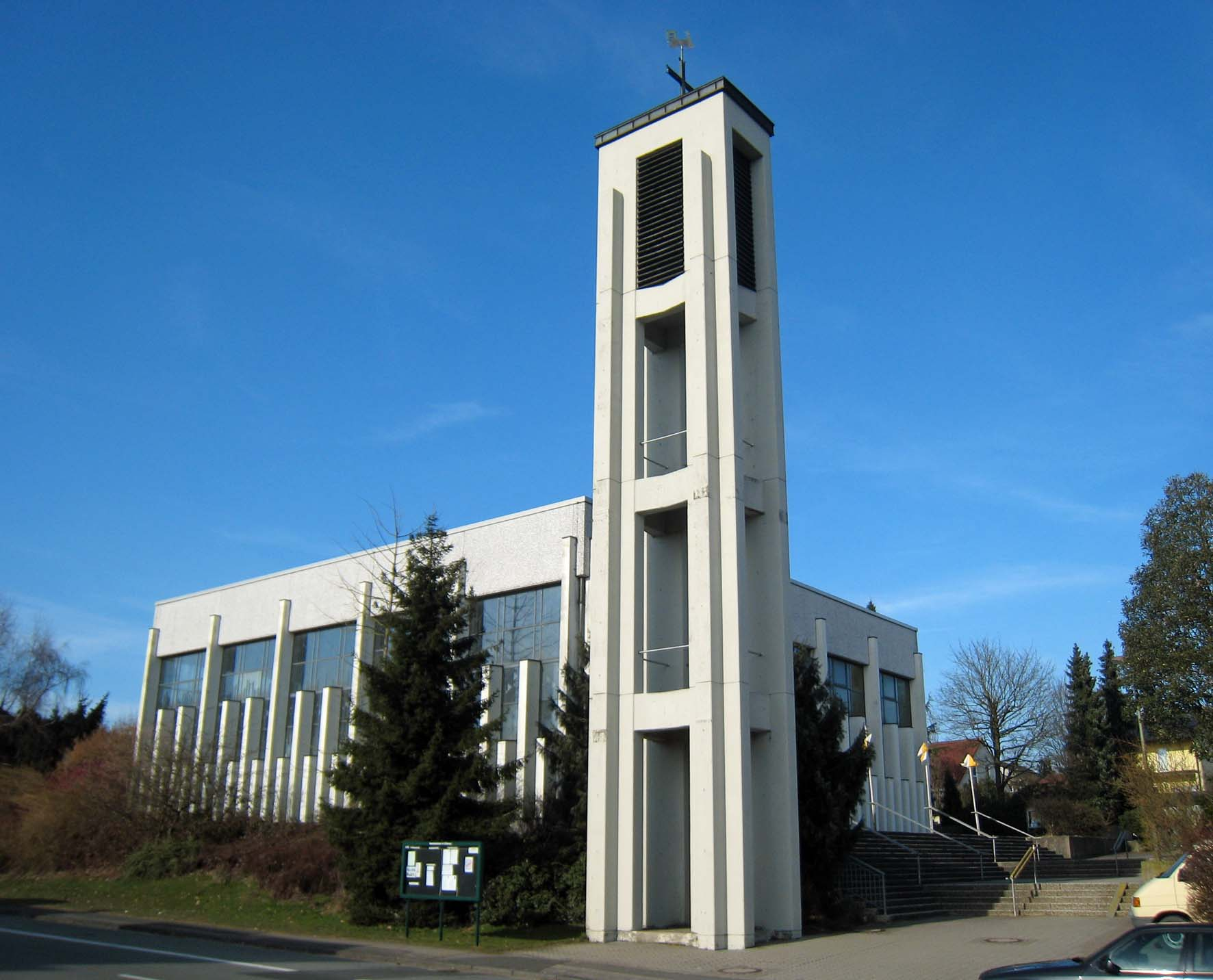
Katholische Kirche Eikamp

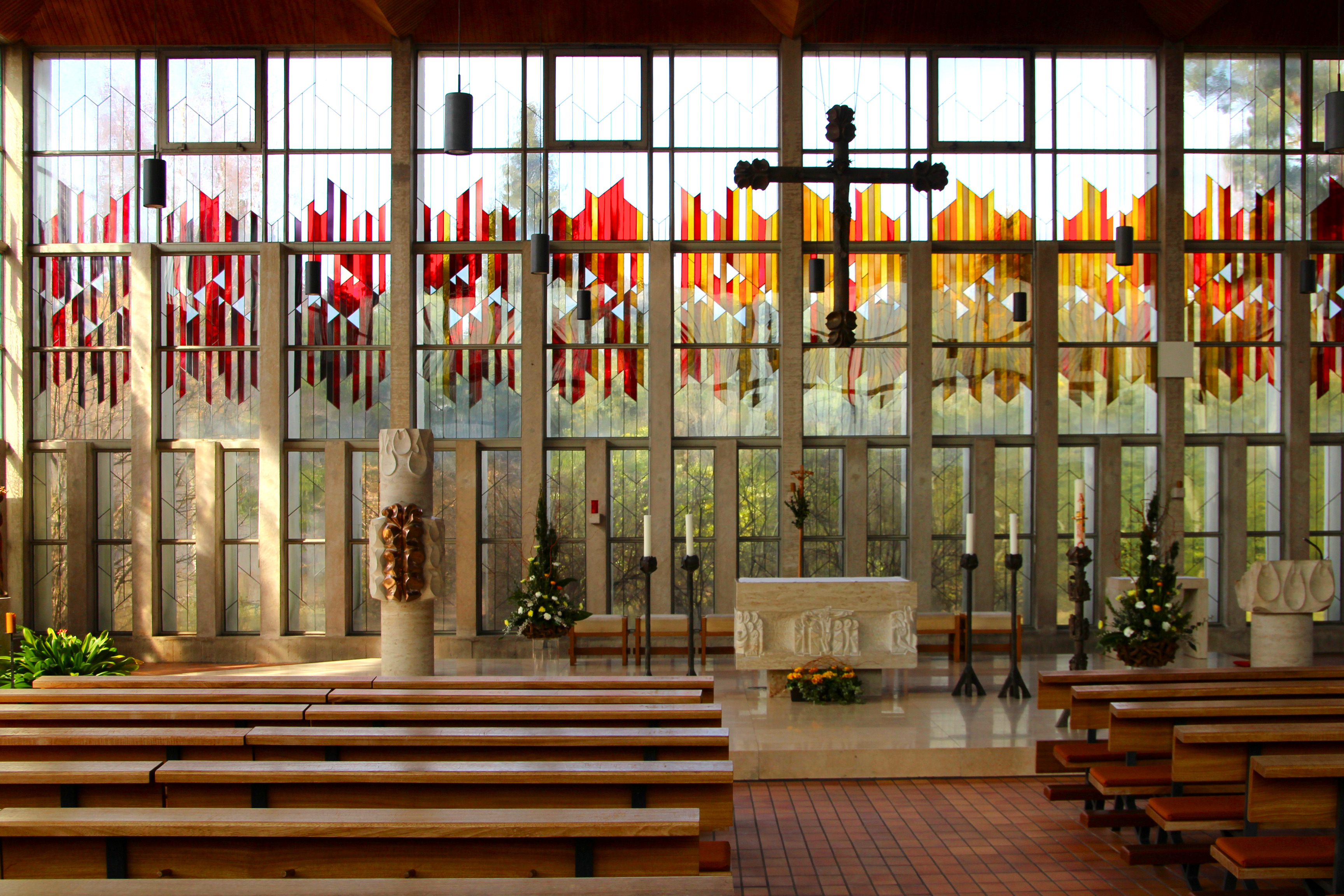
St. Maria Frieden in Eikamp

St. Maria Frieden ist die römisch-katholische Kirche im Ortsteil Eikamp der Gemeinde Odenthal.

## Baugeschichte
1904 hatte man für die Kirchgänger aus Eikamp eigens einen Anbau an die Pfarrkirche in Herrenstrunden im Strundetal errichtet. Wegen Geldmangels wurde der Bau einer Kirche auf den Eikamper Höhen zunächst nicht weiter verfolgt. Ein Kirchbauverein gründete sich 1961. Die 1425 Katholiken des Dorfes besuchten zu dieser Zeit die Kirche in Herrenstrunden.
Nach den Plänen des Architekten Erwin Schiffer entstand ein Versammlungsraum mit besonderer Lichteinwirkung. Das Besondere der Konstruktion liegt in den allseits großzügig platzierten Fensterflächen. Die Grundsteinlegung des lichtdurchfluteten Gotteshauses erfolgte am 17. Dezember 1972.
Der Glockenturm kam 1992 hinzu.
St. Maria Frieden bildet seit 2011 zusammen mit St. Joseph (Heidkamp), St. Johann Baptist (Herrenstrunden), St. Severin (Sand), St. Antonius Abbas (Herkenrath) und St. Maria Empfängnis (Bärbroich) die Pfarrgemeinde St. Joseph und St. Antonius im Kreisdekanat Rheinisch-Bergischer Kreis (Erzbistum Köln).

## Ökumene
Die Nebenräume der Kirche werden seit 2011 teilweise von der evangelischen Kirche „Zum Heilsbrunnen“ in Bergisch Gladbach als Andachts- und Kleinkinderbetreuungsraum genutzt.